# Zuppa di fagioli
La zuppa di fagioli è una tipica ricetta povera tradizionale italiana a base di fagioli. Esistono diverse varianti di questo piatto, che variano di regione in regione. Per esempio la "mnesta ed fasoi" tipica del Piemonte viene cucinata per ore lentamente con zampini, orecchie e cotiche di maiale, altra variante la  zuppa di farro e fagioli è un piatto tipico toscano, mentre la zuppa di fagioli con cotiche fa parte della cucina tradizionale romana. La zuppa di fagioli neri, spesso accompagnata dalle tortillas, è una pietanza cucinata nel Centro America e soprattutto in Messico.

## Storia
Il mondo greco e romano era grande consumatore di legumi, ma tra i fagioli conosceva solo quelli chiamati comunemente fagioli dall'occhio o le vigne. Solo con la scoperta dell'America vennero massicciamente introdotte le varietà ora  coltivate. La loro diffusione in Europa fu rapidissima. Già nei primi anni del Cinquecento è attestata nel Veneto, in Francia, in Germania e in Ungheria. Annibale Carracci nel 1585, per fare un quadro di genere scelse il tema del mangiafagioli, già allora uno dei piatti popolari più diffusi.
La zuppa di fagioli nasce come piatto povero contadino, veniva preparato al mattino prima di uscire di casa per il lavoro nei campi, mettendo sul fuoco, in una pentola di terracotta, i fagioli con acqua piovana e lasciati a cuocere a fuoco lento senza la necessità di controlli durante la cottura